# Великий уравнитель (телесериал, 2021)
«Великий уравнитель» (англ. The Equalizer) — американский телесериал от канала CBS с Куин Латифой в главной роли. Телесериал является переосмыслением телесериала 1985 года. Премьера состоялась 7 февраля 2021 года.
В марте 2021 года телесериал был продлен на второй сезон, премьера которого состоялась 10 октября 2021 года. В мае 2022 телесериал был продлен на третий и четвертый сезоны. Премьера третьего сезона состоялась 2 октября 2022 года.
Премьера четвёртого сезона телесериала состоялась 18 февраля 2024 года. В мае 2025 года телесериал был закрыт после пяти сезонов.

## Сюжет
Главная героиня Робин Маккол — смелая, честная и безбашенная женщина, которая имеет свои «скелеты» в шкафу. Она разведена, одна воспитывает дочь-подростка Далилу. Робин имеет темное прошлое и, чтобы как-то искупить свою вину, помогает тем, кто нуждается в ее помощи. Главная героиня выступает неким ангелом-хранителем, которая использует свои навыки и опыт, чтобы защитить тех, кто не может сам постоять за себя. Ради благосостояния своей семьи и справедливости окружающих Робин готова на все и даже больше. Сможет ли она сама защитить себя от злодеев или ей тоже понадобится чья-то помощь?

## В ролях

### Основной состав
- Куин Латифа — Робин Макколл, агент ЦРУ в отставке, ставшая наёмным вигилантом.
- Адам Голдберг — Гарри Кешегян, хакер мирового уровня и старый друг Робин. Разыскивался властями всех стран за слив государственных секретов, поэтому Робин помогла ему инсценировать смерть, вынудив сидеть под домашним арестом. Добрый и весёлый, но немного параноидальный.
- Крис Нот — Уильям Бишоп, бывший коллега Робин по ЦРУ, пытающийся её туда вернуть.
- Тори Киттлз — Маркус Данте, полицейский детектив, регулярно сотрудничающий с Робин. В первом сезоне пытается выяснить её личность и арестовать, не принимая вмешательство гражданских лиц в борьбу с преступностью, но в итоге принимает Робин как друга и союзника. При этом практически ничего о ней не знает, даже имени.
- Лиза Лапира — Мэл Баян, жена Гарри и старая подруга Робин. В прошлом была армейским снайпером.
- Лайя ДеЛеон Хэйес — Делайла Макколл, дочь Робин. В первом сезоне имеет с ней натянутые отношения из-за её постоянных отсутствий, но во втором сезоне узнаёт её тайну и немного сближается с ней.
- Лоррейн Туссен — Виола «Тётя Ви» Марсетт, тётя Робин по отцу, живущая вместе с ней и Делайлой.

## Обзор сезонов
| Сезон | Сезон | Эпизоды | Дата показа     | Дата показа | Рейтинг Нильсона | Рейтинг Нильсона       |
| Сезон | Сезон | Эпизоды | Премьера        | Финал       | Ранк             | Зрители США (миллионы) |
| ----- | ----- | ------- | --------------- | ----------- | ---------------- | ---------------------- |
|       | 1     | 10      | 7 февраля 2021  | 23 мая 2021 | 4                | 12.07                  |
|       | 2     | 18      | 10 октября 2021 | 15 мая 2022 | 7                | 9.42                   |
|       | 3     | 18      | 2 октября 2022  | 21 мая 2023 | 11               | 8.38                   |
|       | 4     | 10      | 18 февраля 2024 | 19 мая 2024 | TBA              | TBA                    |
|       | 5     | 18      | 20 октября 2024 | 4 мая 2025  | TBA              | TBA                    |

## Список эпизодов

### Сезон 1 (2021)
| № общий | № в сезоне | Название                      | Режиссёр       | Автор сценария              | Дата премьеры   | Произв. код | Зрители в США (млн) |
| --- | ---------- | ----------------------------- | -------------- | --------------------------- | --------------- | ----------- | ------------------- |
| 1 | 1          | «Уравнитель» «The Equalizer»  | Лиз Фридлендер | Терри Миллер & Эндрю Марлоу | 7 февраля 2021  | 101         | 20.40               |
| По мере того как Макколл приспосабливается к гражданской жизни, она вынуждена использовать свои значительные ресурсы, чтобы помочь Джуэл, подростку, обвиняемому в убийстве и скрывающемуся от преступников, которые подставили ее за это преступление.                                                                            |            |                               |                |                             |                 |             |                     |
| 2 | 2          | «Слава» «Glory»               | Лиз Фридлендер | Терри Миллер & Эндрю Марлоу | 14 февраля 2021 | 102         | 8.21                |
| Онлайн-объявление Макколла приводит ее к матери, чей сын был похищен торговцем людьми и будет казнен, если она не украдет конфиденциальную информацию у своего работодателя-агента ФБР. Кроме того, Макколл привлекает тетю Ви, чтобы помочь раскрыть секрет, который Делайла скрывает от них обоих.                               |            |                               |                |                             |                 |             |                     |
| 3 | 3          | «Судный день» «Judgement Day» | Неизвестно     | Неизвестно                  | 21 февраля 2021 | 103         | 8.13                |
| Макколл пытается помочь сбежавшему заключенному, ошибочно обвиненному в убийстве, который слишком не доверяет системе правосудия, которая подвела его, чтобы принять ее помощь. Кроме того, Макколл беспокоится, когда ее дочь Делайла перестает общаться с близким другом, и поиски детектива Данте принимают неожиданный оборот. |            |                               |                |                             |                 |             |                     |
| 4 | 4          | «It Takes a Village»          | Неизвестно     | Неизвестно                  | 28 февраля 2021 | 104         | 7.78                |
| 5 | 5          | «The Milk Run»                | Неизвестно     | Неизвестно                  | 28 марта 2021   | 105         | 7.40                |
| 6 | 6          | «The Room Where It Happens»   | Неизвестно     | Неизвестно                  | 4 апреля 2021   | 106         | 6.99                |
| 7 | 7          | «Hunting Grounds»             | Неизвестно     | Неизвестно                  | 2 мая 2021      | 107         | 7.22                |
| 8 | 8          | «Lifeline»                    | Неизвестно     | Неизвестно                  | 9 мая 2021      | 108         | 7.22                |
| 9 | 9          | «True Believer»               | Неизвестно     | Неизвестно                  | 16 мая 2021     | 109         | 7.39                |
| 10 | 10         | «Reckoning»                   | Неизвестно     | Неизвестно                  | 23 мая 2021     | 110         | 7.13                |

### Сезон 2 (2021—2022)
| № общий | № в сезоне | Название                     | Режиссёр   | Автор сценария | Дата премьеры   | Произв. код | Зрители в США (млн) |
| ------- | ---------- | ---------------------------- | ---------- | -------------- | --------------- | ----------- | ------------------- |
| 11      | 1          | «Последствия» «Aftermath»    | Неизвестно | Неизвестно     | 10 октября 2021 | 201         | 7.67                |
| 12      | 2          | «Королевство» «The Kingdom»  | Неизвестно | Неизвестно     | 17 октября 2021 | 202         | 7.30                |
| 13      | 3          | «Система рычагов» «Leverage» | Неизвестно | Неизвестно     | 24 октября 2021 | 203         | 7.81                |
| 14      | 4          | «The People Aren't Ready»    | Неизвестно | Неизвестно     | 31 октября 2021 | 204         | 6.48                |
| 15      | 5          | «Followers»                  | Неизвестно | Неизвестно     | 7 ноября 2021   | 205         | 6.64                |
| 16      | 6          | «Shooter»                    | Неизвестно | Неизвестно     | 21 ноября 2021  | 206         | 6.59                |
| 17      | 7          | «When Worlds Collide»        | Неизвестно | Неизвестно     | 28 ноября 2021  | 207         | 5.94                |
| 18      | 8          | «Separated»                  | Неизвестно | Неизвестно     | 2 января 2022   | 208         | 6.53                |
| 19      | 9          | «Bout That Life»             | Неизвестно | Неизвестно     | 9 января 2022   | 209         | 7.18                |
| 20      | 10         | «Legacy»                     | Неизвестно | Неизвестно     | 27 февраля 2022 | 210         | 7.18                |
| 21      | 11         | «Chinatown»                  | Неизвестно | Неизвестно     | 6 марта 2022    | 211         | 7.13                |
| 22      | 12         | «Somewhere Over the Hudson»  | Неизвестно | Неизвестно     | 13 марта 2022   | 212         | 6.95                |
| 23      | 13         | «D.W.B.»                     | Неизвестно | Неизвестно     | 20 марта 2022   | 213         | 7.08                |
| 24      | 14         | «Pulse»                      | Неизвестно | Неизвестно     | 10 апреля 2022  | 214         | 6.68                |
| 25      | 15         | «Hard Money»                 | Неизвестно | Неизвестно     | 17 апреля 2022  | 215         | 6.64                |

### Сезон 3 (2022—2023)
| № общий | № в сезоне | Название | Режиссёр | Автор сценария | Дата премьеры | Произв. код | Зрители в США (млн) |
| ------- | ---------- | -------- | -------- | -------------- | ------------- | ----------- | ------------------- |

### Сезон 4 (2024)
| № общий | № в сезоне | Название            | Режиссёр   | Автор сценария | Дата премьеры   | Произв. код | Зрители в США (млн) |
| ------- | ---------- | ------------------- | ---------- | -------------- | --------------- | ----------- | ------------------- |
| 47      | 1          | «Truth for a Truth» | Неизвестно | Неизвестно     | 18 февраля 2024 | 401         | 6.46                |
| 48      | 2          | «Full Throttle»     | Неизвестно | Неизвестно     | 25 февраля 2024 | 402         | 6.21                |
| 49      | 3          | «Blind Justice»     | Неизвестно | Неизвестно     | 3 марта 2024    | 403         | 6.62                |

### Сезон 5 (2024 - 2025)
| № общий | № в сезоне | Название | Режиссёр | Автор сценария | Дата премьеры | Произв. код | Зрители в США (млн) |
| ------- | ---------- | -------- | -------- | -------------- | ------------- | ----------- | ------------------- |

## Производство

### Разработка
3 декабря 2020 года телеканал CBS объявил о премьера сериала на 7 февраля 2021 года. 9 марта 2021 года стало известно о продление на второй сезон. Премьера второго сезона состоится 10 октября 2021 года.

### Съемки
Пилотный серию планировалось снять в Нью-Йорке в марте 2020 года. 9 февраля 2021 года стало известно, что производство временно приостановлено из-за пандемии COVID-19 в США.
Съемки сериала проходили в нескольких местах на севере Нью-Джерси, включая Патерсон, Ньюарк и Джерси-Сити.